# Cereopsius obliquemaculatus
Cereopsius obliquemaculatus är en skalbaggsart som beskrevs av Hüdepohl 1989. Cereopsius obliquemaculatus ingår i släktet Cereopsius och familjen långhorningar. Inga underarter finns listade i Catalogue of Life.